# 塞利洛尔
塞利洛尔（INN：celiprolol）是一种β受体阻滞剂类药物，用于治疗高血压。它具有独特的药理作用：它是选择性β1受体拮抗剂，同时又是β2受体部分激动剂。它也是一种弱的α2受体拮抗剂。
它于1973年获得专利，并于1982年批准用于医疗用途。

## 医疗用途
塞利洛尔被认为可以通过促进血管中正常的胶原蛋白合成以及将压力负荷从最容易发生夹层和破裂的血管转移开来，为患有血管埃勒斯-当洛综合征的患者提供临床益处。2019年，美国食品和药物管理局拒绝了塞利洛尔的新药申请，而是要求进行一项“充分且良好对照”的试验，以确定塞利洛尔是否能降低患有血管型埃勒斯-当洛综合征患者的临床事件风险